# Boulogne Sur Mer (Argentina)
Boulogne Sur Mer, o simplemente conocida como Boulogne, es una localidad argentina ubicada en la zona norte del área metropolitana de Buenos Aires. Es parte del Partido de San Isidro en la provincia de Buenos Aires. Esta localidad se encuentra a 11 km de su acceso más cercano a la Ciudad Autónoma de Buenos Aires y a 26 km hacia el norte del centro de la capital argentina. 
La ciudad lleva en homenaje el nombre de la ciudad de Boulogne-sur-Mer ubicada en el departamento francés de Paso de Calais, donde murió el general argentino José de San Martín en 1850.

## Geografía

### Límites
- Río Reconquista, Uruguay, Av. Blanco Encalada, Avenida Fondo de la Legua, Thames, Virrey Vértiz, Perito Moreno, Av. Amancio Alcorta y Av. Sarratea.

Limita con Beccar y San Isidro al este, al sur Villa Adelina, al oeste José León Suárez (General San Martín) y Don Torcuato (Tigre), y al norte Victoria (San Fernando).

### Población
Cuenta con 81 762 habitantes (Indec, 2010) habitantes, según el anteúltimo censo nacional, lo que la convierte en la localidad más poblada del partido.

## Historia
En 1806, en la chacra de los Márquez se agruparon distintas tropas, entre ellas las de Santiago de Liniers que venía desde Montevideo y marcharon hacia Buenos Aires para reconquistar la plaza, lo que lograron el 12 de agosto de 1806.
Esta zona conservó su característica agrícola durante muchos años. Con la llegada del tren, en 1912, se precipitó su crecimiento con viviendas, comercios e instituciones necesarias para una población creciente.
El proceso de urbanización estuvo acompañado por una industrialización que luego dio paso a la conformación de barrios donde predominan las viviendas, y a la creación de servicios para sus habitantes.
Declarada ciudad en agosto de 1964, Boulogne Sur Mer conmemora ese hecho junto al homenaje al libertador general San Martín. Por otra parte, en mayo se celebran las fiestas patronales en honor a Santa Rita de Casia, cuya iglesia es un verdadero ícono del lugar.
El 10 de diciembre de 1986 nació en esta localidad la actriz y modelo argentina Wanda Nara.
En 2009, se ha realizado una de las obras más importantes de Boulogne la cual culminó en agosto. Fue realizada por la Provincia de Buenos Aires y el Partido de San Isidro. En donde se extrajo el mítico Puente de Boulogne Sur Mer, y se implementó un túnel.

## Deporte
La instituciones deportivas más importantes de la localidad: a nivel fútbol, es Club Atlético Acassuso participante de la Primera B Metropolitana, tercera división del fútbol profesional argentino; en el rugby lo son los clubes San Isidro Club con 24 campeonatos ganados y el Club Pueyrredón.
Existen diversos clubes deportivos a nivel infantil, tales como el Club Atlético Boulogne (Campeón de 3.ª división en 1939), Sociedad de Fomento Progreso Santa Rita y la Sociedad de Fomento 9 de Julio.

## Escuelas y colegios
La localidad de Boulogne posee una importante cantidad de establecimientos educacionales privados de nivel primario y secundario, algunos con reconocimiento internacional como el Cardenal Newman, el Colegio Parroquial Juan XXIII, Sagrado Corazón de Jesús, el Colegio Goethe, Colegio Leonardo Da Vinci, Instituto Cervantes, Colegio Martín Güemes, Instituto MG, Ceferino Namuncurá, Colegio Parroquial Nuestra Sra. del Refugio, Colegio Gral. San Martín, Instituto 25 de mayo, el colegio Plácido Marín, Colegio Nuevo de las Lomas, Instituto Santísima Trinidad (este último solo para mujeres).
Dentro de las escuelas públicas se encuentran las escuelas primarias n.º 18 «9 de Julio», E.E.P. n.º 7, E.E.P. n.º 13, E.E.P. n.º 17, E.E.P. n.º 18, E.E.P. n.º 24 y n.º 28 (estas dentro del «Barrio San Isidro»), E.E.P. n.º 33. Además, están las escuelas de educación secundaria n.º 14 «Benito Lynch», E.E.S n.º 1 (con turno tarde y noche para adultos), E.E.S n.º 4, Escuela de Educación Técnica n.º 4, Escuela de Educación Técnica N.º 2 y la E.E.S. n.º 20 (la última dentro del «Barrio San Isidro»). También se encuentra la escuela Secundaria Nro.26 orientada en Artes Visuales en Almirante Betbeder 1708.
Además de colegios privados y estatales, en Boulogne se encuentra una sede de la Universidad Abierta Interamericana. En donde se dictan las carreras de Derecho, Profesorado de Matemática e Ingeniería en Sistemas.
Como así también un Instituto Terciario de gestión privada Sagrado Corazón que dicta carreras terciarias como Profesorado de Historia, Educación Inicial, Educación física y Curso de Guardavidas. También de gestión pública el Instituto Superior de Formación Docente y Técnica N.º 52 «Francisco Isauro Arancibia» donde se dictan carreras como Profesorado de Educación Primaria, entre otras, en la sede central ubicada en San Isidro.
También se encuentra, dentro de esta localidad, el C.F.P. 401 de San Isidro, que viene ofreciendo capacitación desde hace más de 36 años en cursos cortos de diversas áreas de oficios y con títulos oficiales otorgados por la Dirección General de Escuelas de la Provincia de Buenos Aires. Cuenta una amplia oferta educativa para adolescentes y adultos.

## Transporte

### Líneas de colectivo
- Línea 19 (Buenos Aires)
- Línea 130 (Buenos Aires)
- Línea 140 (Buenos Aires)
- Linea 184 (Buenos Aires)
- Línea 314 (Buenos Aires)
- Línea 333 (Buenos Aires)
- Línea 338
- Línea 707
- Línea 87
- Línea 700
- Línea 204 (Buenos Aires)
- Línea 203 (Buenos Aires) *Línea 365 (Buenos Aires)  *Línea 21 (Buenos Aires)   *Línea 60 (Buenos Aires)
- Línea  15 (Buenos Aires) *Línea 57 (Buenos Aires)
- línea 371 (Buenos Aires)

## Guarnición
| Unidades de la Guar Ej Boulogne Sur Mer                    | Abreviatura             |
| ---------------------------------------------------------- | ----------------------- |
| Dirección de Arsenales                                     | Dir Ars                 |
| Agrupación de Arsenales 601 «Buenos Aires»                 | Agr Ars 601             |
| Batallón de Arsenales 601 «Sargento Mayor Esteban de Luca» | B Ars 601               |
| Batallón de Arsenales 602 «Coronel Ángel Monasterio»       | B Ars 602               |
| Compañía de Mantenimiento de Materiales Electrónicos 601   | Ca Man Mat Electron 601 |
| Dirección de Transporte                                    | Dir Transp              |
| Batallón de Transporte 601                                 | B Tansp 601             |

## Parroquias de la Iglesia católica en Boulogne Sur Mer
| Diócesis   | San Isidro                                                                                             |
| ---------- | --- |
| Parroquias | Nuestra Señora del Refugio, Sagrado Corazón, San Ignacio de Loyola, Santa María del Camino, Santa Rita |

## Medios de Comunicación locales
El diario de Boulogne hace más de 30 años es Noticias de la Zona Norte https://norteadiario.com.ar/
También hay periódicos de otras zonas como Para Todos: www.periodicoparatodos.com.ar; Infoban: www.infoban.com.ar; y El Comercio On Line: www.elcomercioonline.com.ar.